# Няшино (Пермский край)
Няшино — деревня в Пермском районе Пермского края, входит в состав Фроловского сельского поселения.

## История
Деревня известна с 1778 года. В ней тогда жил, согласно метрикам Верхнемуллинской церкви, Емельян Леонтьев сын Няшин.

## Население
- 1908 — 25 дворов, 30 мужчин, 34 женщины, 64 всего, русские
- 1926 — 23 дворов, 57 мужчин, 55 женщин, 122 всего, русские

| 2010 |
| ---- |
| 167  |

## Организации деревни
1. ПАО «ФСК ЕЭС» Пермское ПМЭС, ПС 220 кВ Владимирская
2. ПАО «ФСК ЕЭС» Пермское ПМЭС, ПС 220 кВ Соболи
3. «Пермское ОПО» — магазин «Товары повседневного спроса»

## Транспорт
Ж/д платформа Няшино Пермского отделения Свердловской железной дороги по основной линии Транссиба.
Рейсовые автобусы: № 823 — д. Песьянка — пос. Нефтяник (Ферма).